# 紐頓希夫

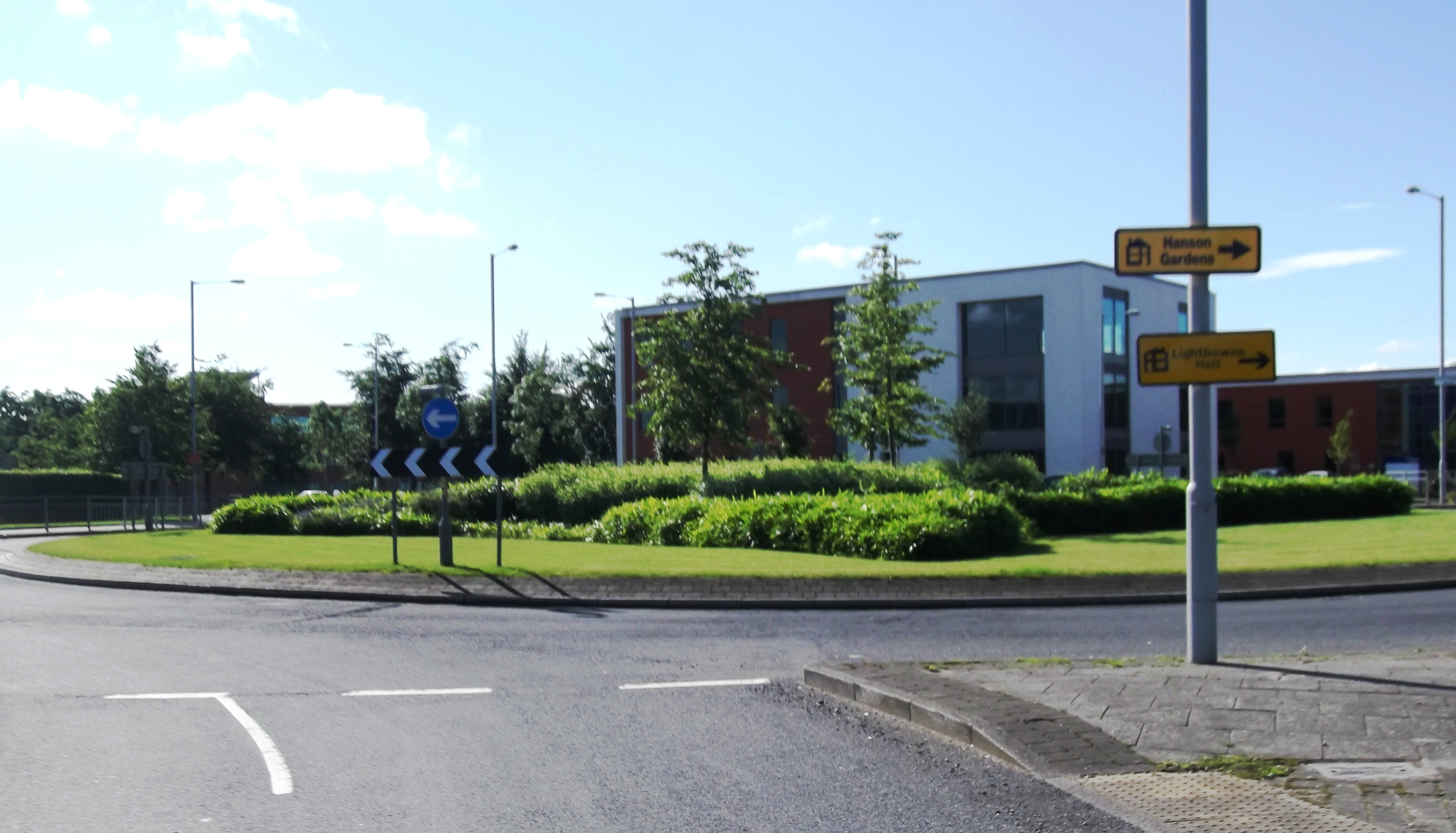
紐頓希夫

紐頓希夫是英格蘭曼徹斯特的一個地區，距離曼徹斯特2.8英里（4.5），位於曼徹斯特市中心東北部，人口為9,883人 。
歷史上，紐頓屬於蘭開夏一部分，曾是農業區，但在工業革命後採用工廠制度。該地區的主要產業是工程業，盡管許多人在基頓谷和巴拉福特等繁榮地區的採礦業和紡織業就業。
紐頓包括現在的邁斯柏廷地區，延伸至費斯禾夫 ，四面被溪流和河流包圍——梅德洛河、摩士頓溪、紐頓溪和射手溪。随着邁斯柏廷創立，紐頓其餘部分被稱為紐頓希夫。
曼聯與地區有密切聯繫，它由紐頓希夫蘭開夏和約郡鐵路足球會組成。

## 歷史

### 曼聯
該教區是1878年成立的紐頓希夫蘭開夏和約郡鐵路足球會的誕生地，球會後來更名為曼聯足球會。該隊最初是一支足球隊，由時任蘭開夏和約郡鐵路 (L&YR) 總工程師，利物浦人費迪歷·艾托組建。該隊在北路球場比賽，最初身穿綠色和金色的球衣。1892年，他們獲允許加入足球聯賽。球會一直在該地區直到1893年，後遷至附近的基頓銀行街新址。 1902年，球會改名為曼聯足球會。
更名前，紐頓希夫足球會最成功是1892年入選擴軍後的甲組聯賽，以及1898年奪得蘭開夏盃。

### 曼市聯足球會
曼市聯足球會計劃興建可容納5,000名球迷的新球場十畝巷，球會計劃在2012-13球季開始前遷入 。
2010年11月25日，曼徹斯特市議會批准興建球場。但由於當地政府削減資金，興建球場計劃在規劃階段就被擱置 。曼徹斯特市議會被逼重新考慮他們的提議，現有的十畝地地皮將用作其他用途。2015年，曼市聯與摩士頓青年足球會達成合作協議，在附近的摩士頓興建新球場博靴斯公園球場 。

## 地理
紐頓希夫是一個被蒙素基頓、摩士頓、費斯禾夫、邁斯柏廷、巴拉福特和安高慈（Ancoats）包圍的城市區域，位於奧咸和曼徹斯特市中心之間的主幹道 A62（奧咸路）以南。
紐頓希夫南面是前工業中心基頓谷；現在這片土地變成了鄉村荒野。